# Antigua Línea 1 (TUVISA)
La antigua línea 1 de TUVISA de Vitoria bordeaba en sentido antihorario el centro de la ciudad.

## Características
Esta línea conectaba toda la zona exterior al centro de Vitoria de manera circular en sentido antihorario.
La línea dejó de estar en funcionamiento a finales de octubre de 2009, como todas las demás antiguas líneas de TUVISA, cuándo el mapa de transporte urbano en la ciudad fue modificado completamente.

### Frecuencias
| de lunes a viernes laborables |        |
| 5:10, 5:52, 6:37              |        |
| de 7:07 a 22:20               | 15 min |
| sábados laborables            |        |
| de 7:00 a 23:00               | 40 min |
| domingos y festivos           |        |
| de 8:20 a 22:20               | 40 min |

| de lunes a viernes laborables |        |
| 5:30, 6:15                    |        |
| de 7:00 a 22:15               | 15 min |
| sábados laborables            |        |
| de 7:20 a 23:20               | 40 min |
| domingos y festivos           |        |
| de 8:40 a 22:00               | 40 min |

## Recorrido
La Línea comenzaba su recorrido en Mendizorrotza, para inmediatamente acceder a la Calle Salbatierrabide, después Álava y para terminar en el Paseo de la Zumaquera, desde donde giraba a la izquierda por Alberto Schommer y después a la derecha por Nieves Cano y Castro Urdiales. Entraba a la Calle Los Herrán, la cual abandonaba a la derecha por Obispo de Ballester. Tras girar a la izquierda en una rotonda, entraba a la Calle Reyes de Navarra, donde tras realizar un cambio de sentido terminaba su primera parte del recorrido en la Calle Reyes de Navarra, donde se encontraba la parada de regulación horaria.
Tras retomar el recorrido, enseguida giraba a la derecha por la Calle Fermín Lasuen, que le llevaría hasta Reyes Católicos, Simón de Anda y Basoa. Accedía a la Avenida de Gasteiz girando a la izquierda, por la que circulaba hasta llegar al Portal de Castilla. Giraba a la derecha por Etxezarra y acto después a la izquierda por Castillo de Quejana. Tras girar de nuevo a la izquierda por la Calle Ariznavarra, volvía a acceder a la calle Portal de Castilla. En una rotonda giraba a la izquierda por la Calle Rosalía de Castro y llegaba al punto inicial de la línea.

## Paradas
| KBHFa |

| HST |

| HST |

| HST |

| HST |

| HST |

| STRo |

| HST |

| HST |

| HST |

| HST |

| BHF |

| HST |

| HST |

| HST |

| HST |

| HST |

| HST |

| SBRÜCKE |

| HST |

| HST |

| HST |

| KBHFe |

| KBHFa |

| HST |

| HST |

| HST |

| HST |

| HST |

| STRo |

| HST |

| HST |

| HST |

| HST |

| BHF |

| HST |

| HST |

| HST |

| HST |

| HST |

| HST |

| SBRÜCKE |

| HST |

| HST |

| HST |

| KBHFe |

| KBHFa |

| HST |

| HST |

| HST |

| HST |

| HST |

| STRo |

| HST |

| HST |

| HST |

| HST |

| BHF |

| HST |

| HST |

| HST |

| HST |

| HST |

| HST |

| SBRÜCKE |

| HST |

| HST |

| HST |

| KBHFe |

| KBHFa |

| HST |

| HST |

| HST |

| HST |

| HST |

| STRo |

| HST |

| HST |

| HST |

| HST |

| BHF |

| HST |

| HST |

| HST |

| HST |

| HST |

| HST |

| SBRÜCKE |

| HST |

| HST |

| HST |

| KBHFe |